# Horodnica (rejon horodeński)
Horodnica (ukr. Городниця, Horodnycia) – wieś w rejonie horodeńskim obwodu iwanofrankiwskiego, nad Dniestrem.

## Historia
W II Rzeczypospolitej miejscowość znajdowała się w gminie wiejskiej Horodenka w powiecie horodeńskim województwa stanisławowskiego. Stacjonowała w miejscowości placówka Straży Celnej „Horodnica”.